# Michael Kadosh

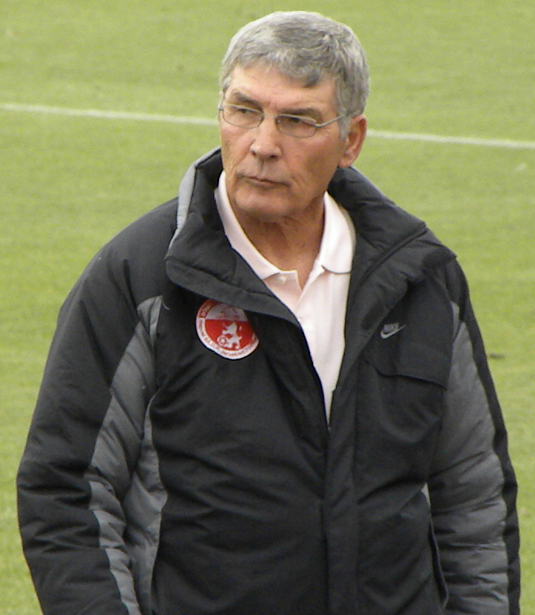
Kadosh (2009)

Michael „Lufa“ Kadosh (* 23. April 1940 in Alexandria, Ägypten; † 29. April 2014) war ein israelischer Fußballspieler und -trainer.

## Sportlicher Werdegang
Kadosh kam im Alter von neun Jahren aus Ägypten mit seiner Familie nach Israel. Später schloss sich der Torhüter dem 1949 gegründeten Klub Maccabi Jaffa an, für den er im Erwachsenenbereich debütierte. 1959 wechselte er zum neu gegründeten Hakoah Ramat Gan, mit dem er 1965 die Meisterschaft gewann. Anschließend versuchte er einen Wechsel nach Südafrika zum Erstligaaufsteiger Westview Apollon, der Übergang wurde von der Israel Football Association jedoch nicht genehmigt und nach mehreren Monaten kehrte er nach Israel zurück. 1969 gewann er den israelischen Staatspokal.
1970 wechselte Kadosh innerhalb der Ligat ha’Al zu Maccabi Netanja, am Ende der Spielzeit gewann er seinen zweiten Meistertitel. Dennoch wechselte er direkt weiter zu Maccabi Tel Aviv, wo er ebenfalls in seiner ersten Spielzeit die Meisterschaft gewann.
Nach dem Ende seiner aktiven Laufbahn 1976 wechselte Kadosh direkt auf die Trainerbank. Bis zu seinem Tod 2014 betreute er insgesamt 19 Vereinsmannschaften, teilweise war er dabei bei Klubs mehrfach beschäftigt. Mehrfach trainierte er unterklassige Mannschaften, die er zu Aufstiegen führte. Darunter finden sich vormalige Meisterklubs wie seine ehemalige Spielstation Hakoah Ramat Gan, mit dem er 1979 in die erste Liga aufstieg, sowie Beitar Jerusalem (Erstligaaufstieg 1992) oder Hapoel Be’er Scheva (Erstligaaufstieg 2001). Größter Erfolg neben insgesamt acht Aufstiegen war 1997 der Gewinn des Ligapokals mit Hakoah Ramat Gan bei seinem dritten Traineraufenthalt bei dem Verein.
Zuletzt rettete Kadosh 2013 den ehemaligen Erstligisten Hapoel Aschkelon vor dem Abstieg in die Drittklassigkeit, ehe er aufgrund einer Krebserkrankung nach 37 Jahren auf der Trainerbank kürzertreten musste. Im April 2014 erlag er dem Krebs.